# Relé

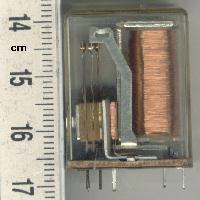
Petit relé utilitzat en electrònica

Funcionament d'un relé

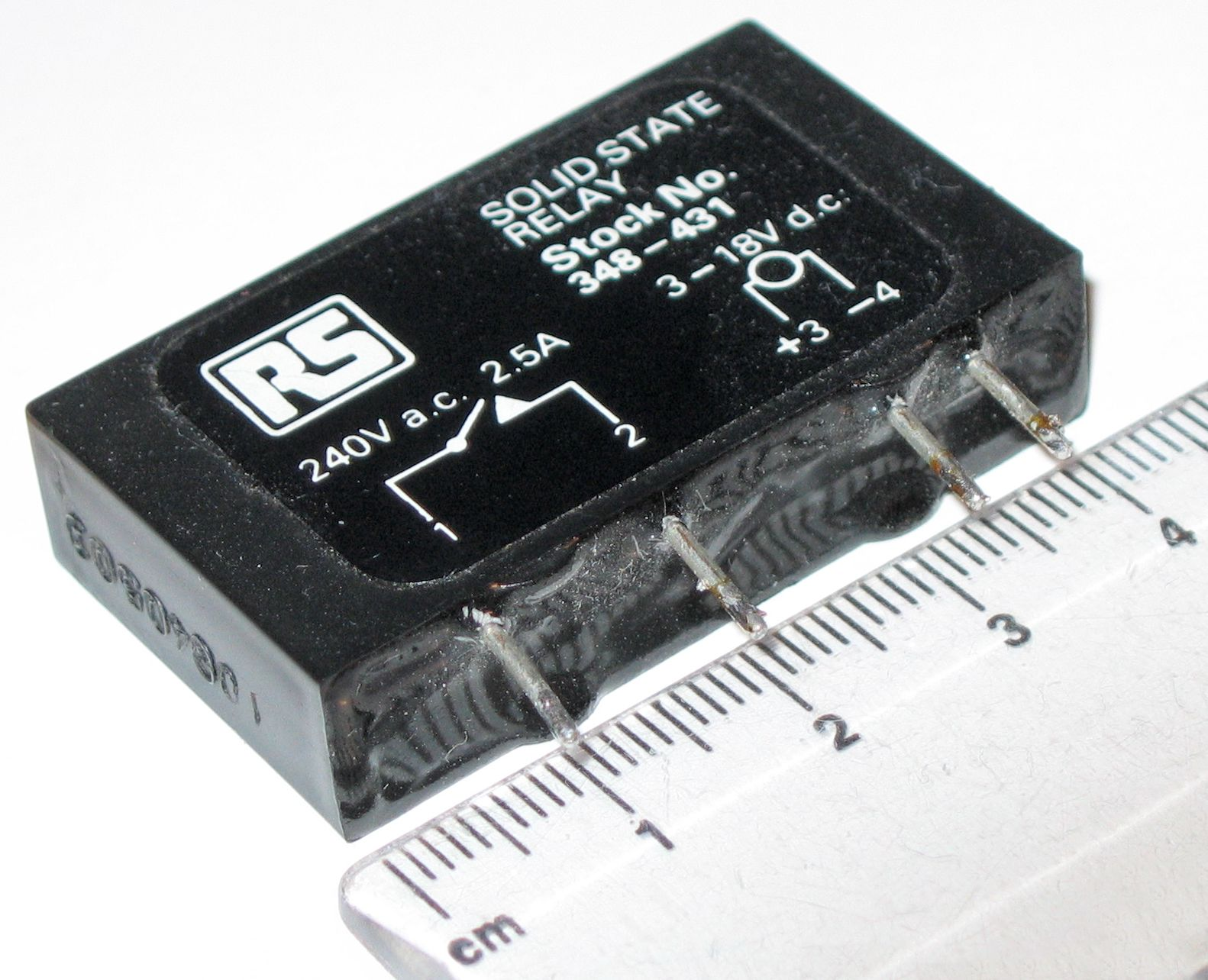
Relé d'estat sòlid

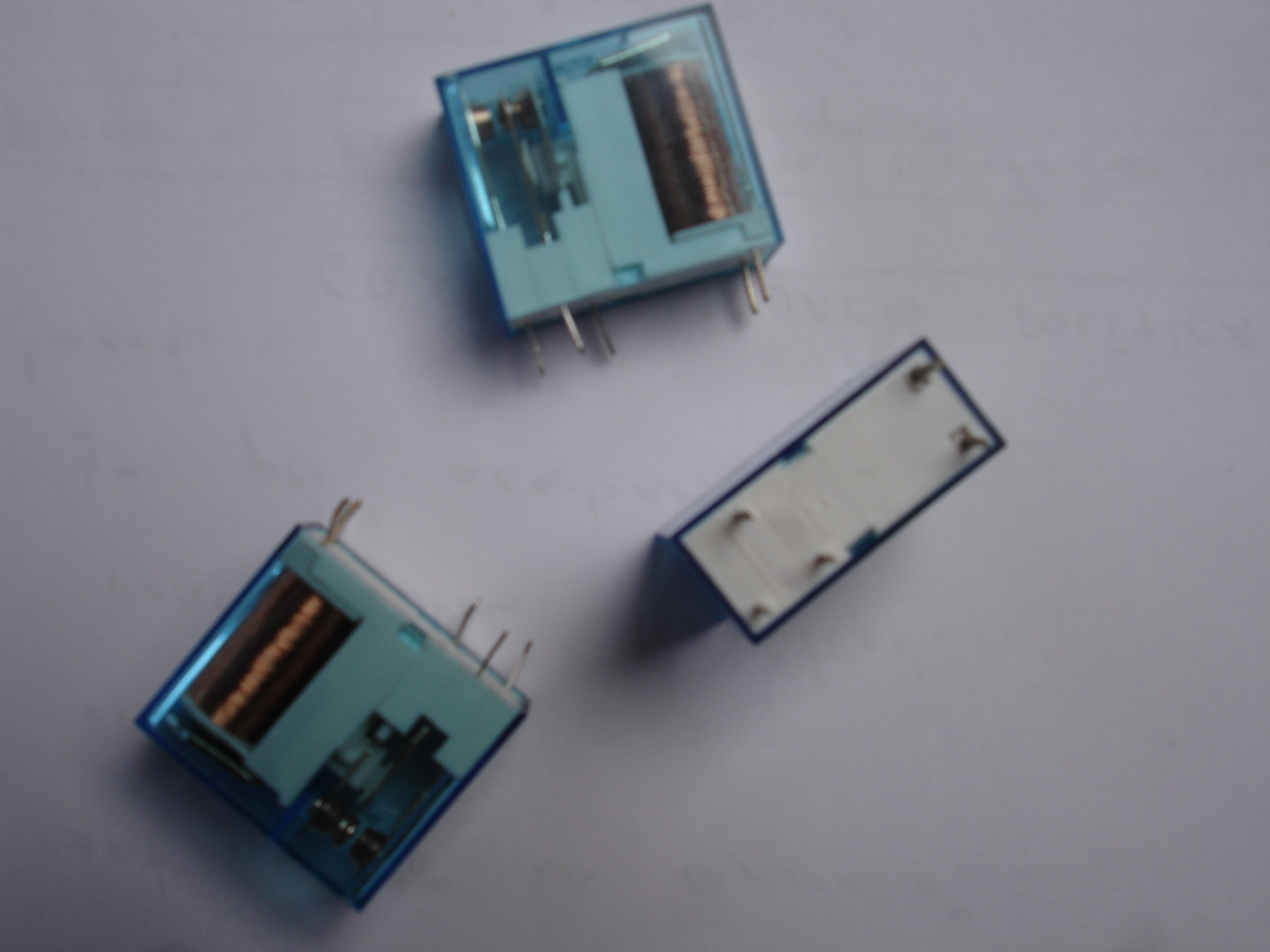
Tres petits relés electromagnètics usats en electrònica

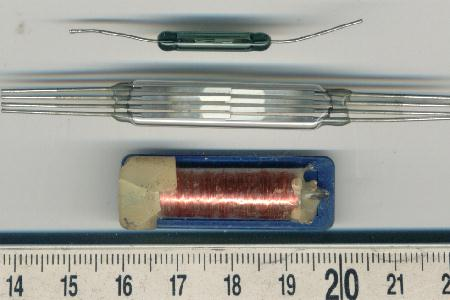
Relé de làmines

Un relé (del francès relais, relleu) és un dispositiu electromagnètic, inventat per Joseph Henry el 1835, que permet modificar l'estat d'un commutador elèctric gràcies a l'electricitat. A grans trets, és un commutador elèctric que és accionat per un electroimant que obre o tanca un o diversos contactes. Una característica important d'aquest component és que permet controlar circuits elèctrics de voltatge o intensitat més elevada, amb un senyal elèctric de comandament molt inferior al que es pretén commutar.
S'utilitzaven en la telegrafia, on feien la funció de repetidors que generaven un nou senyal amb corrent procedent de piles locals a partir d'un dèbil senyal rebut per línia. S'anomenaven "relevadors". Tradicionalment han tingut un gran ventall d'aplicacions tot i que en l'actualitat en els nous dissenys s'utilitzen els relés d'estat sòlid.

## Història

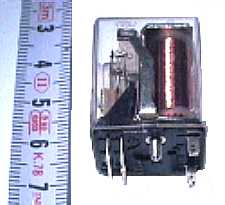
Figura 1: Relé endollable per a petites potències

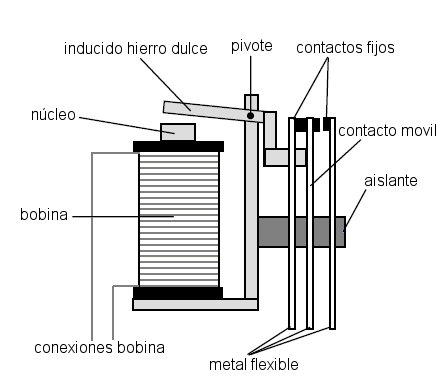
Figura 2: Parts d'un relé

El crèdit de la invenció del relé és atribuïda tant al científic nord-americà Joseph Henry, que va inventar un relé en 1835 per millorar la seva versió del telègraf elèctric, desenvolupat anteriorment en 1831, com l'inventor anglès Edward Davy, que «certament va inventar el relé elèctric» en el seu telègraf elèctric c. 1835.
Un dispositiu simple, que ara es diu relé, es va incloure en la patent de telègraf original de 1840 de Samuel Morse. El mecanisme descrit actuava com un amplificador digital, repetint el senyal del telègraf i, per tant, permetent que els senyals es propaguessin tant com es desitgés.
La paraula «relé» apareix en el context de les operacions electromagnètiques des de 1860.

## Descripció
En la figura 2 es representa, de forma esquemàtica, la disposició dels diferents elements que formen un relé d'un únic contacte de treball o circuit. En la figura 3 es pot veure el seu funcionament i com commuta en activar-se i desactivar-se la seva bobina.

## Funcionament
Quan un corrent elèctric flueix per una bobina en resulta un camp magnètic que atreu una armadura metàl·lica que està mecànicament enllaçada amb un contacte mòbil. El moviment de la part mòbil permet obrir o tancar la connexió amb el contacte fix. Quan cessa el corrent que passa per la bobina l'armadura retorna a la seva posició inicial gràcies a una força que és aproximadament la meitat de la qual exerceix l'electroimant, habitualment s'utilitza una molla, però també la gravetat. Molts relés es fan de manera que funcionin ràpidament, per tal de reduir el soroll, en el cas de voltatges baixos, o per reduir els arcs elèctrics en el cas de grans voltatges.

## Tipus de relés
Existeixen molts tipus de relés diferents, depenent del nombre de contactes, de la seva intensitat admissible, del tipus de corrent d'accionament, del temps d'activació i desactivació, entre d'altres. Quan controlen grans potències s'anomenen contactors.

### Relés electromagnètics
- Relés de tipus armadura: Tot i ser els més antics, són els més utilitzats en moltes ocasions. Un electroimant provoca la basculació d'una armadura en ser activat, tancant o obrint els contactes depenent de si és N.O (normalment obert) o N.T (normalment tancat).
- Relés de nucli mòbil: A diferència del model anterior, aquests estan formats per un èmbol en lloc d'una armadura. A causa de la força més gran d'atracció, s'utilitza un solenoide per tancar els seus contactes. És molt utilitzat quan s'han de controlar altes corrents.
- Relés de tipus reed o de llengüeta: estan constituïts per una ampolla de vidre amb els contactes al seu interior, muntats sobre unes primes làmines de metall. Aquests contactes commuten per l'activació d'una bobina que es troba al voltant de l'ampolla.
- Relés polaritzats o bi-estables: Es componen d'una petita armadura, soldada a un imant permanent. L'extrem inferior gira dins dels pols d'un electroimant, mentre que l'altre porta un cap de contacte. En excitar l'electroimant es mou l'armadura i provoca el tancament dels contactes. Si es polaritza del revés, el gir serà en sentit contrari, obrint els contactes o tancant un altre circuit.

### Relé de blocatge
Un relé de blocatge (latching relay) té dos estats de repòs, és biestable. Quan el corrent es desconnecta el relé resta al darrer estat. Presenta l'avantatge de què només consumeix electricitat durant els instants en què es produeixen les commutacions entre els dos estats.

### Relé d'estat sòlid
Les funcions d'un relé electromecànic poden ser reproduïdes per un dispositiu d'estat sòlid fet amb un tiristor o altres interruptors d'estat sòlid. Per millorar l'aïllament elèctric es pot utilitzar un optoacoblador, que és un díode LED acoblat a un fototransistor. Aquests dispositius ofereixen una millor velocitat de commutació, són silenciosos i no són sensibles a les vibracions com els electromecànics, però no suporten bé grans corrents elèctrics malgrat portar incloses proteccions internes. És utilitzat quan es fa ús continu dels contactes del relé, ja que no es desgasta tant com un mecànic.

### Relé de corrent altern
Quan s'excita la bobina d'un relé amb corrent altern, el flux magnètic en el circuit magnètic, també és altern, produint una força amb freqüència doble sobre els contactes. És a dir, els contactes d'un relé, en alguns països d'Europa i Amèrica Llatina oscil·laran a 2 x 50 Hz, i en altres com Estats units ho faran en 2 x 60Hz. Aquest fenomen s'aprofita en alguns timbres i brunzidors, com un activador a distància. En un relé de corrent altern es modifica la ressonància dels contactes perquè no oscil·lin.

### Relé de làmines
El relé de làmines (reed relay) és format per un conjunt de contactes dins d'una petita ampolla on s'ha fet el buit o s'ha emplenat d'un gas inert. Tan el buit com el gas protegeixen els contactes contra la corrosió. Els contactes són a prop del camp magnètic que genera una bobina, que hi ha al voltant del vidre de l'ampolla, quan la travessa un corrent elèctric. Aquest tipus de relé presenten l'avantatge d'una gran velocitat de commutació i l'inconvenient de què el corrent i voltatge que poden commutar és petit.
- Relé de mercuri

Un relé de mercuri és una forma de relé de làmines amb els contactes coberts de mercuri. Aquest tipus de relé s'utilitza per commutar senyals de baix voltatge, un volt o menys, a causa de la baixa resistència dels seus contactes, o en aplicacions de comptatge d'alta velocitat. Aquests relés s'han de muntar en posició vertical per a un funcionament correcte. Avui dia s'utilitzen poc a causa del preu i la toxicitat del mercuri.

### Relés d'acció retardada
Són relés que sigui per particularitat de disseny o bé pel sistema d'alimentació de la bobina, permeten disposar de retards en la seva connexió o desconnexió.
- Relés amb retard a la connexió: El retard de la connexió en relés es pot obtenir mecànicament augmentant la massa de l'armadura per obtenir més inèrcia del sistema mòbil; o bé augmentar la pressió dels ressorts que ha de vèncer la força d'atracció del relé.
  - Relé amb resistor previ i capacitor en paral·lel amb la bobina: quan s'alimenta el relé amb C.C., el capacitor, fins llavors descarregat, origina un intens corrent de càrrega inicial la qual travessa el resistor i origina una baixada de tensió aplicada a la bobina, produint així un retard a la connexió. Sempre que s'interrompi l'alimentació del relé, el capacitor també produirà un cert retard a la desconnexió.
  - Relé de dos debanats amb corrent en oposició: la disposició d'un d'aquests relés en basa en l'existència de dos debanats connectats en oposició; usualment designats com principal i auxiliar, i que posseeixen major i menor nombre d'espires respectivament. Quan s'aplica tensió de C.C. el corrent s'estableix ràpidament al debanat auxiliar, al mateix temps que al debanat principal però amb més lentitud. D'aquesta manera i pel fet que el camp magnètic que originen els debanats és oposat, l'actuació del relé es produirà quan la força magnetomotriu del debanat principal sigui superior a la del debanat auxiliar i a la pressió dels ressorts del relé, de tal forma que s'obté el retard buscat a la connexió.

- Relés amb retard de desconnexió: També es pot aconseguir retard de la desconnexió per mitjans mecànics; disminuint la pressió dels ressorts dels relés. Tot i això, en la majoria dels casos es recorre a algun dels sistemes següents:
  - Relé amb capacitor en paral·lel: posseeix un capacitor que per la seva condició en paral·lel cada cop que s'interrompi l'alimentació de C.C. al relé, la desconnexió serà retardada per la descàrrega del capacitor sobre la bobina, sistema amb el qual s'obtenen temps molt exactes i poden superar un segon.
  - Relé amb debanat addicional al curtcircuit: aquests disposen de dos debanats. Un d'ells anomenat principal o d'accionament i l'altre addicional que està curtcircuitat. Ja sigui que el debanat principal sigui connectat o desconnectat de la tensió d'alimentació. la variació del flux induirà al debanat addicional un corrent que retarda la variació, de forma que es produeix un retard tant a la connexió com a la desconnexió.
  - Relé amb debanat addicional controlat per contacte auxiliar: aquests relés són similars als anteriors, amb l'únic afegit d'un contacte auxiliar del propi relé encarregat de connectar o desconnectar el debanat auxiliar. Així el relé presentarà un retard a la desconnexió o la connexió segons s'utilitzi un contacte auxiliar normal obert o normal tancat.

### Relés amb retenció de posició
En aquest cas els relés posseeixen un disseny on tenen reblons d'elevada romanència col·locats dins d'orifici al nucli i l'armadura d'aquests. En estar perfectament rectificades les cares polars en contacte en tancar el circuit magnètic del relé, quedarà en aquesta posició (per romanència magnètica) encara que la bobina es desconnecti, i només tornant a la posició de repòs inicial quan un corrent en sentit contrari el torni a obrir.

## Avantatges de l'ús de relés
L'avantatge dels relés electromagnètics és la completa separació elèctrica entre el corrent d'accionament, la que circula per la bobina de l'electroimant, o els circuits controlats pels contactes, el que fa possible manipular alts voltatges o potències elevades amb petites tensions de control. També ofereixen la possibilitat de controlar un dispositiu a distància mitjançant l'ús de petits senyals de control.
Amb mòduls digitals programables els relés poden actuar de forma programada i independent, el que significa un gran avantatge a la seva aplicació, augmentant l'ús en aplicacions sense necessitat d'utilitzar controls PLD (Dispositiu Lògic Programable) o altres mitjans per comandar-los.

## Per què són necessaris els relés?, explicació i exemple real

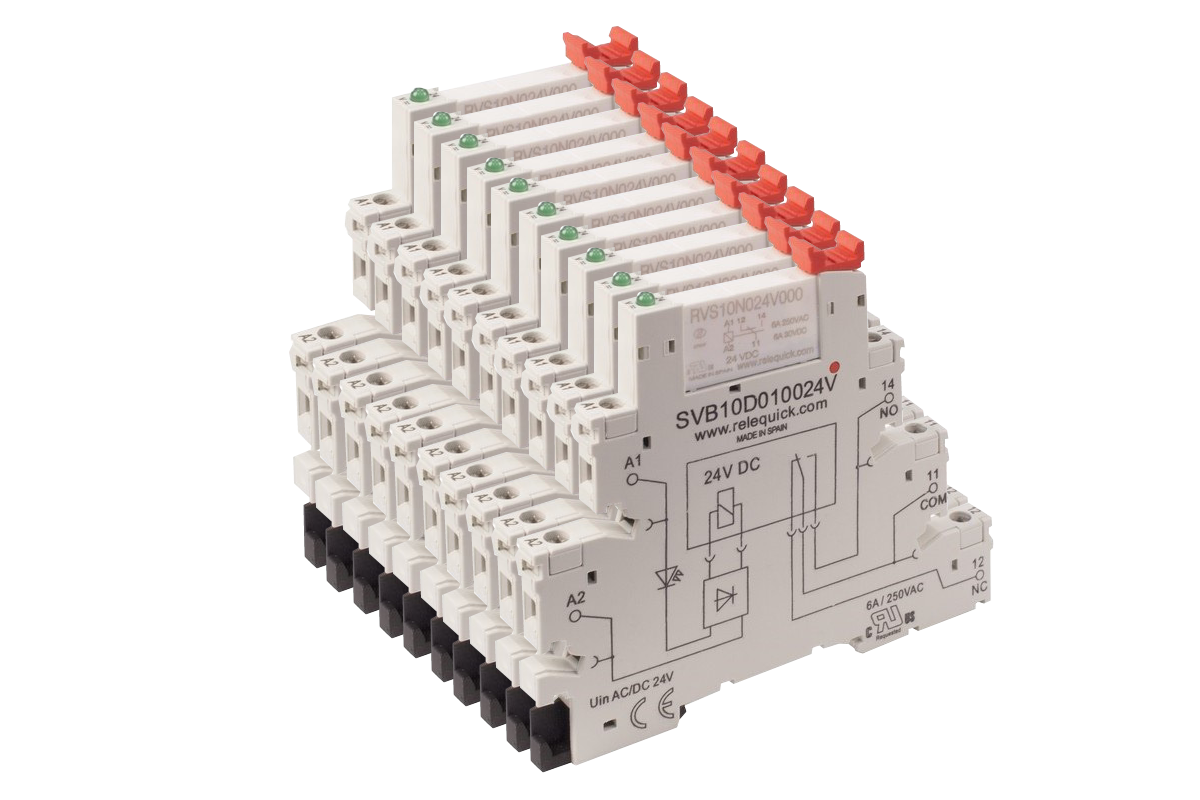
[https://relequick.com/en/producto/svb-slim-relay-socket-6-mm-wide/ Slim

… Quan desitgem obrir la porta del nostre garatge haurem de fer funcionar el motor que proporciona la potència mecànica perquè la porta llisqui pels rails que guien les seves rodes o bé, si és que és abatible, perquè la porta giri sobre les seves frontisses. Depenent de si el tipus de porta és de menor o major grandària necessitarà per al seu moviment un motor petit o un de major potència, però en tots els casos, pel circuit elèctric al que estigui connectat el motor circularan diversos amperes a una tensió que normalment serà la tensió de servei en corrent altern de 110 o bé de 230 volts.
Quan pressionem el botó del “comandament a distància” del nostre garatge, des del nostre automòbil, la cadena de successos que ocorren és la següent:
La nostra pulsació sobre el comandament fa que es tanqui un petit circuit en la placa electrònica de nostre “comandament a distància”. Aquest circuit de petita potència treballa normalment a tensions inferiors a 6 volts en corrent continu. Aquesta tensió és subministrada per una “pila” interna, i aquest circuit solament s'encarrega d'emetre un senyal codificat de radiofreqüència. El senyal és rebut per l'antena del receptor que es troba en l'armari de control de l'interior del nostre garatge. Aquesta placa receptora es troba sempre a la “escolta” per rebre i descodificar el senyal emès per nostre “comandament a distància”. Els circuits d'aquesta placa receptora són alimentats normalment amb tensions de control petites, d'entre 12 i 24 volts de corrent continu que són proporcionats per una petita font d'alimentació connectada a la xarxa. Pels circuits d'aquesta placa solament circulen alguns mil·liamperes a les tensions esmentades, i s'encarreguen d'alimentar els components electrònics. Si la descodificació del senyal es realitza correctament, s'activa un petit component electrònic, normalment un transistor que dona pas al corrent del circuit al que està connectada la bobina del nostre relé.
En aquest moment la bobina del relé en ser energitzada genera un petit camp magnètic entorn d'un nucli de ferro que atreu cap a si una peça mòbil també de ferro per tancar el circuit magnètic. Sobre la peça mòbil de ferro està subjecta mitjançant un material aïllant una làmina de bronze connectada per un dels seus extrems al cable conductor del circuit al que està connectat el motor de la porta. Aquesta làmina porta en la seva un altre extrem un contacte elèctric d'un material bon conductor que normalment és un aliatge de coure amb altres elements.
El moviment d'atracció electromagnètica sobre la peça mòbil de ferro, acaba amb el seient del contacte mòbil sobre un altre contacte similar que està “fix” i subjecte a una làmina conductora col·locada al seu torn sobre un material aïllant i connectada pel seu altre extrem al cable que contínua cap al motor.
D'aquesta forma s'aconsegueix que els extrems del circuit que estaven inicialment separats (contactes oberts), gràcies a l'acció de l'electroimant descrit anteriorment, s'ajuntin i aconsegueixin tancar el circuit permetent connectar el motor i obrir la porta.
Com esmentàvem al principi, és possible que el motor necessari per obrir la porta sigui de gran potència i llavors el rang de corrent que ha de ser controlat a la tensió de treball del motor excedeixi de la capacitat normal de commutació de càrrega d'un relé, que sol rondar en intensitats d'entre 5 i 30 amperes a una tensió màxima de 250 volts de corrent altern (per a càrregues resistives). En aquests casos és necessari interposar entre el relé i el motor un «contactor» que realitza una funció similar a la del relé, però té un rang de treball molt més elevat, podent commutar circuits amb càrregues connectades que demanden intensitats de fins a diversos centenars d'amperes a tensions superiors a 600 volts. En aquests casos, el relé s'utilitza para “recollir” el petit senyal provinent del transistor de la placa electrònica i en commutar, tancar al seu torn el circuit al que es troba connectada la bobina del contactor, que en actuar fa que els seus contactes tanquin el circuit al que està connectat el potent motor de la porta, de diversos quilowatts.